# Jan Srnec (politik)
Jan Srnec (9. května 1884 Týn nad Vltavou – 3. listopadu 1927 Týn nad Vltavou) byl český a československý politik a poslanec Revolučního národního shromáždění za Československou stranu socialistickou.

## Biografie
V rodném Týnu nad Vltavou předsedal místní školní radě. V roce 1908 je uváděn ve funkci starosty města a náčelníka místního Sokola. S jeho působením v čele města je spojena výstavba kasáren, nájemních domů, hospodářské školy či sokolovny.
Zasedal v Revolučním národním shromáždění za Československou stranu socialistickou (dříve národní sociálové, pozdější národní socialisté). Mandát nabyl až v listopadu 1919. Byl profesí pekařem.
K 10. výročí jeho smrti byla 7. listopadu 1937 odhalena na jednom z domů na Vinařického náměstí v Týně nad Vltavou, kde prožil část života, pamětní deska.